# آنا سیلک
آنا سیلک (انگلیسی: Anna Silk؛ زادهٔ ۳۱ ژانویهٔ ۱۹۷۴) یک هنرپیشه اهل کانادا است.